# 4. deild karla
De 4. deild karla is de vijfde en tevens laagste klasse in het IJslandse voetbalsysteem. De competitie ontstond in 2013 na een herstructurering van de KSÍ. De 3. deild karla werd een nationale competitie in plaats van meerdere regionale poules. Door de oprichting van de competitie is de voormalige 3. deild karla de 4. deild karla geworden wat tevens de laagste voetbalklasse is.

## Opzet
Er wordt in vier regionale poules gespeeld waarna een playoff volgt. Beide finalisten spelen promoveren en de twee andere halvefinalisten spelen tegen elkaar voor een eventuele derde promotieplaats.

## Kampioenen
- 2013: Einherji
- 2014: Álftanes
- 2015: Vængja Júpíters
- 2016: Berserkir
- 2017: KH
- 2018: Reynir S.
- 2019: KF Ægir
- 2020: ÍH
- 2021: KH